# Pakistan Badminton Federation
Die Pakistan Badminton Federation ist die oberste nationale administrative Organisation in der Sportart Badminton in Pakistan. Der Verband wurde 1953 gegründet.

## Geschichte
Erster Generalsekretär des Verbandes wurde 1953 Sultan F. Hussain und erster Präsident Nawab Mamdot. International trat der Verband erstmals beim Thomas Cup 1954/1955 in Erscheinung. Bald nach der Gründung wurde die Pakistan Badminton Federation auch Mitglied in der Badminton World Federation, damals noch als International Badminton Federation bekannt. Ebenso wurde die Föderation Mitglied in der Badminton Asia Confederation. Die Föderation gehört ebenfalls dem Pakistan Sports Board an. Nach einem steten Aufschwung kam es im Badminton-Sport im Land in den 1990er Jahren zu einer Stagnation. Im neuen Jahrtausend wird mit einem neuen Führungsteam im Verband wieder verstärkt an einer Verbesserung der Lage gearbeitet. 2010 kam es noch einmal zu einer Zuspitzung der Situation, als zwei Badmintonverbände neu gegründet wurden, vom NOC Pakistans aber für rechtswidrig erklärt wurden.

## Bedeutende Veranstaltungen, Turniere und Ligen
- Pakistan International
- Pakistanische Meisterschaft
- Mannschaftsmeisterschaft